# Lilla Kroksjön (Asarums socken, Blekinge)
Lilla Kroksjön är en sjö i Karlshamns kommun i Blekinge och ingår i Mieåns huvudavrinningsområde. Sjön är 10,7 meter djup, har en yta på 0,123 kvadratkilometer och är belägen 53,5 meter över havet. Lilla Kroksjön ligger i Långasjönäs Natura 2000-område. Vid provfiske har abborre, mört och ruda fångats i sjön.

## Delavrinningsområde
Lilla Kroksjön ingår i det delavrinningsområde (623713-144118) som SMHI kallar för Utloppet av Lilla Kroksjön. Medelhöjden är 63 meter över havet och ytan är 1,34 kvadratkilometer. Det finns inga avrinningsområden uppströms utan avrinningsområdet är högsta punkten. Vattendraget som avvattnar avrinningsområdet har biflödesordning 2, vilket innebär att vattnet flödar genom totalt 2 vattendrag innan det når havet efter 14 kilometer. Avrinningsområdet består mestadels av skog (83 procent). Avrinningsområdet har 0,15 kvadratkilometer vattenytor vilket ger det en sjöprocent på 11 procent.